# Parti ouvrier polonais
Le Parti ouvrier polonais (en polonais : Polska Partia Robotnicza, abrégé en PPR) était un parti politique polonais, fondé dans la clandestinité le 5 janvier 1942 par des communistes polonais (environ 20 000 membres en 1944), à l'initiative de Joseph Staline, pour succéder au Parti communiste de Pologne, jugé « trotskiste » et qui avait perdu la totalité de ses membres lors des Grandes Purges (1937-1938).
Le 1er janvier 1943, le PPR crée l'Armia Ludowa (Armée populaire), une organisation armée engagée dans la résistance contre l'occupation allemande, concurrente de l'Armia Krajowa (Armée de l'intérieur), dirigée par le gouvernement en exil à Londres.
Malgré ses liens avec l'URSS, le PPR ne sera pas membre de l'Internationale communiste, préférant l'indépendance de la Pologne à son ralliement à l'URSS.
À la demande de Władysław Gomułka, Staline crée le Comité polonais de libération nationale (PKWN), sorte de gouvernement provisoire auquel de nombreux partis (dont le PPR) ont participé.
Dans le gouvernement du PKWN, le PPR contrôlait l'Armée, l'information, la propagande, et le ministère de la sécurité intérieure.
Au milieu de 1948, le PPR commence à se livrer à une purge dont la manifestation la plus spectaculaire est l'éviction, le 3 septembre 1948, du secrétaire général Władysław Gomułka pour « déviation nationaliste ». Son programme de la « voie polonaise vers le socialisme » (qui rejetait notamment la collectivisation) est perçu par Moscou, récemment échaudé par le schisme de Josip Broz Tito, comme une grave hérésie.
En septembre 1948, il s'associe au Parti socialiste polonais (infiltré dès lors par les communistes pro-soviétiques) pour former le Parti ouvrier unifié polonais.

## Liste des premiers secrétaires du PPR
- Janvier-décembre 1942 : Marceli Nowotko
- Décembre 1942 : Bolesław Mołojec
- Janvier-septembre 1943 : Paweł Finder
- Novembre 1943-septembre 1948 : Władysław Gomułka
- Septembre 1948 : Bolesław Bierut